# Provincias de Corea
Las provincias de Corea (Do; hangul: 도; hanja: 道) han sido la principal división administrativa de Corea desde mediados de la dinastía Goryeo (Koryo) a principios del siglo XI, y fueron precedidos por divisiones a nivel provincial (Ju y Mok) que se remontan a la dinastía Silla unificada y Balhae durante el período de los Estados del Norte y del Sur, en el siglo VII.
Durante el período de Silla unificada (668-935 d. C.), Corea se dividió en nueve Ju (주;州), una antigua palabra para "provincia" que se usaba para nombrar tanto las provincias del reino como sus respectivas capitales.
Después de que Goryeo derrotó a Silla y Hubaekje en 935 y 936 respectivamente, el nuevo reino "se dividió en un distrito real (Ginae; 기내; 畿內) y doce distritos administrativos (Mok ; 목;牧)" (Nahm 1988), que pronto fueron redivididas en diez provincias (Do). En 1009, el país se volvió a dividir, esta vez en un distrito real, cinco provincias (Do) y dos distritos fronterizos (Gye; 계; 界?).
Después del ascenso al poder de la dinastía Joseon y la formación de Joseon en 1392, el país se dividió en ocho nuevas provincias (Do) en 1413. Los límites provinciales reflejaban de cerca los principales límites regionales y dialectales, y todavía hoy en día se los conoce en coreano simplemente como las Ocho Provincias (Paldo). En 1895, como parte de la reforma Gabo, el país fue redividido en 23 distritos (Bu; 부; 府), que fueron sustituidas un año después por trece nuevas provincias.
Las trece provincias de 1896 incluían tres de las ocho provincias originales, con las cinco provincias originales restantes divididas en mitades norte y sur (Bukdo (북도;北道) y Namdo (남도;南道) respectivamente). Las trece provincias permanecieron sin cambios durante todo el período de la anexión japonesa.
Con la liberación coreana ocurrida en 1945, la península de Corea se dividió en las naciones de Corea del Norte y Corea del Sur, con la línea divisoria establecida a lo largo del paralelo 38. Como resultado, tres provincias, Hwanghae, Gyeonggi y Gangwon (Kangwŏn), se dividieron hoy entre Corea del Norte y del Corea del Sur.
Las ciudades especiales de Seúl (Corea del Sur) y Pionyang (Corea del Norte) se formaron en 1946. Entre 1946 y 1954, se crearon cinco nuevas provincias: Jeju en Corea del Sur, y Hwanghae del Norte y del Sur, Chagang y Ryanggang en Corea del Norte.
Desde 1954, los límites provinciales tanto en el norte como en el sur no han cambiado, pero se han creado nuevas ciudades y regiones administrativas especiales.

## Provincias de Silla unificada

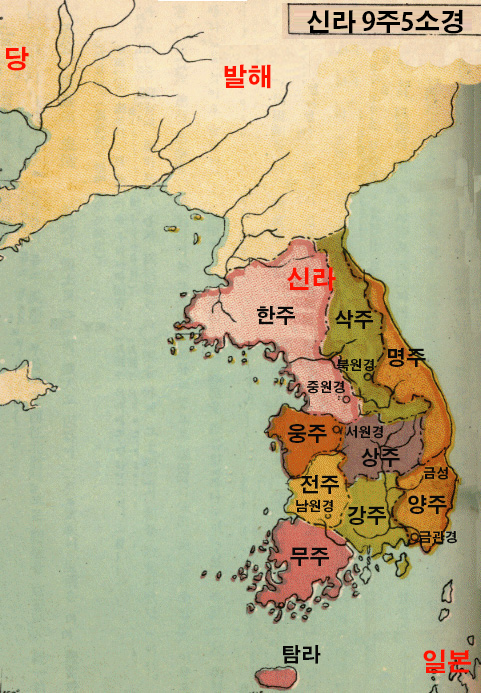
Mapa de los 9 distritos de Silla unificada con sus 5 subcapitales.

En 660, el reino del sureste de Silla conquistó Baekje en el suroeste, y en 668, Silla conquistó Goguryeo en el norte con la ayuda de la dinastía Tang de China. Por primera vez, la mayor parte de la península de Corea estaba gobernada por una sola potencia. El límite norte de Silla atravesaba el centro del sur de Goguryeo, desde el río Taedong (que fluye a través de Pionyang) en el oeste hasta Wŏnsan en la actual provincia de Kangwon en el este. En 721, Silla solidificó su límite norte con Balhae (que reemplazó a Goguryeo en el norte) al construir un muro entre Pionyang y Wŏnsan.
La capital del país era Geumseong (actualmente Gyeongju), y las subcapitales conocidas como so-gyeong (소경, 小京) estaban ubicadas en Geumgwan-gyeong (금관경, Gimhae), Namwon-gyeong (남원경), Seowon-gyeong (서원경, Cheongju), Jungwon-gyeong (중원경, Chungju) y Bugwon-gyeong (북원경, Wonju).
El país se dividió en nueve provincias (주, Ju): tres en el territorio anterior a 660 de Silla, y tres en cada uno de los antiguos reinos de Baekje y Goguryeo.
La siguiente tabla enumera los tres reinos anteriores, el nombre de cada provincia en el alfabeto romano, hangul y hanja, así como la capital provincial y la provincia actual equivalente.
| Antiguo reino | Provincia | Hangul | Hanja | Capital  | Equivalente moderno                       |
| ------------- | --------- | ------ | ----- | -------- | ----------------------------------------- |
| Silla         | Yangju    | 양주   | 良州  | Yangju   | Gyeongsang oriental                       |
| Silla         | Gangju    | 강주   | 康州  | Gangju   | Gyeongsang del Sur occidental             |
| Silla         | Sangju    | 상주   | 尙州  | Sangju   | Gyeongsang del Norte occidental           |
| Baekje        | Muju      | 무주   | 武州  | Muju     | Jeolla del Sur                            |
| Baekje        | Jeonju    | 전주   | 全州  | jeonju   | Jeolla del Norte                          |
| Baekje        | Ungju     | 웅주   | 熊州  | Gongju   | Chungcheong del Sur                       |
| Goguryeo      | Hanju     | 한주   | 漢州  | Hanju    | Chungcheong del Norte, Gyeonggi, Hwanghae |
| Goguryeo      | Sakju     | 삭주   | 朔州  | Sakju    | Gangwon occidental                        |
| Goguryeo      | Myeongju  | 명주   | 溟州  | Myeongju | Gangwon oriental                          |

## Provincias de Goryeo

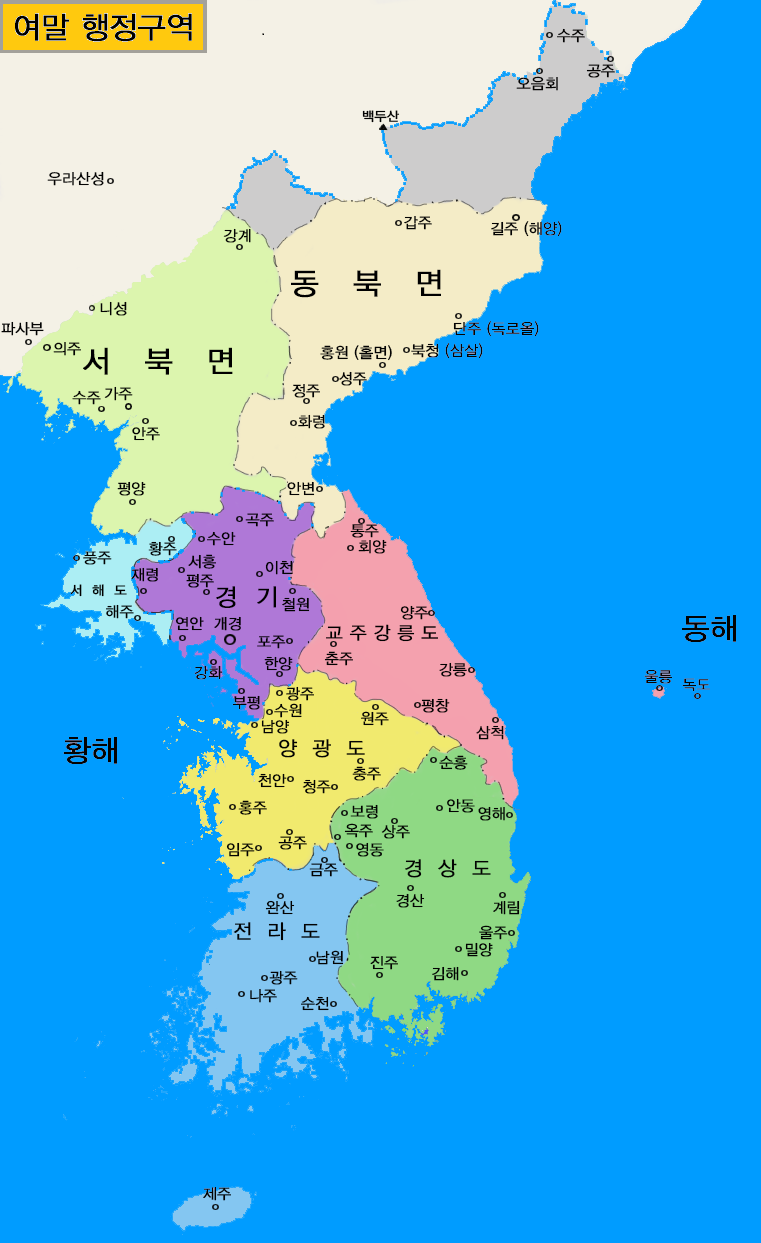
Provincias de Goryeo durante el período tardío.

En 892, Gyeon Hwon fundó el reino de Hubaekje en el suroeste de Silla, y en 918, Wang Geon (rey Taejo) estableció el reino de Goryeo en el noroeste, con su capital en Songak (actual Kaesong). En 935, Goryeo conquistó los restos de Silla, y en 936, conquistó Hubaekje. Songak se amplió enormemente y pasó a llamarse Gaegyeong. Taejo amplió el territorio del país al conquistar parte de la tierra que antes pertenecía a Goguryeo, en el noroeste de la península de Corea, hasta el norte del río Amnok (río Yalu). Se construyó un muro desde el río Amnok en el noroeste hasta el mar del Japón (mar del Este) en el sureste, en el límite entre Goryeo y el territorio nororiental de los yurchen.
El país tenía una capital (Gaegyeong) y tres subcapitales: Donggyeong (la actual Gyeongju y la antigua capital de Silla), Namgyeong (la actual Seúl) y Seogyeong (la actual Pionyang).
Originalmente, el país tenía un distrito real (Ginae; 기내; 畿內) alrededor de Gaegyeong y doce distritos administrativos (Mok; 목; 牧): (Tenga en cuenta que Gwangju-mok es la actual Gwangju-si en la provincia de Gyeonggi, no la ciudad metropolitana de Gwangju).
Los doce distritos pronto se redividieron en diez provincias (Do; 도; 道). Gwannae-do incluía los distritos administrativos de Yangju, Hwangju, Gwangju y Haeju; Jungwon-do incluía a Chungju y Cheongju; Hanam-do reemplazó a Gongju; Gangnam-do reemplazó a Jeonju; Yeongnam-do reemplazó a Sangju; Sannam-do reemplazó a Jinju; y Haeyang-do reemplazó a Naju y Seungju; las otras tres nuevas provincias eran Yeongdong-do, Sakbang-do y Paeseo-do.
Finalmente, en 1009, las diez provincias se volvieron a dividir, esta vez en cinco provincias (Do) y dos distritos fronterizos (Gye; 계; 界).
La siguiente tabla enumera las provincias de Silla, los distritos administrativos de Goryeo que las reemplazaron, luego las provincias anteriores y posteriores a 1009, así como sus equivalentes modernos. 
| Provincia de Silla | Distrito administrativo | Provincia anterior a 1009 | Provincia posterior a 1009                                                                              | Equivalente moderno           |
| ------------------ | ----------------------- | ------------------------- | --- | ----------------------------- |
| Hanju              | Gyeonggi (京畿)         | Gyeonggi                  | Gyeonggi (경기)                                                                                         | Kaesong                       |
| Hanju              | Yangju-mok (揚州牧)     | Gwannae-do                | Seohae-do (西海道, 서해도)                                                                              | Hwanghae                      |
| Hanju              | Hwangju-mok (黃州牧)    | Gwannae-do                | Seohae-do (西海道, 서해도)                                                                              | Hwanghae del Norte            |
| Hanju              | Haeju-mok (海州牧)      | Gwannae-do                | Seohae-do (西海道, 서해도)                                                                              | Hwanghae del Sur              |
| Hanju              | Gwangju-mok (廣州牧)    | Gwannae-do                | Yanggwang-do (楊廣道, 양광도)                                                                           | Gyeonggi                      |
| Hanju              | Chungju-mok (忠州牧)    | Jungwon-do                | Yanggwang-do (楊廣道, 양광도)                                                                           | Chungcheong del Norte         |
| Ungju              | Cheongju-mok            | Jungwon-do                | Yanggwang-do (楊廣道, 양광도)                                                                           | Chungcheong del Norte         |
| Ungju              | Gongju-mok              | hanam-do                  | Yanggwang-do (楊廣道, 양광도)                                                                           | Chungcheong del Sur           |
| jeonju             | Jeonju-mok (全州牧)     | Gangnam-do                | Jeolla-do (전라도)                                                                                      | Jeolla del Norte              |
| Muju               | Naju-mok                | Haeyang-do (해양도)       | Jeolla-do (전라도)                                                                                      | Jeolla del Sur                |
| Muju               | Seungju-mok             | Haeyang-do (해양도)       | Jeolla-do (전라도)                                                                                      | Jeolla del Sur                |
| Sangju             | Sangju-mok              | Yeongnam-do               | Gyeongsang-do (경상도)                                                                                  | Gyeongsang del Norte          |
| Gangju             | Jinju-mok               | Sannam-do                 | Gyeongsang-do (경상도)                                                                                  | Gyeongsang del Sur occidental |
| yangju             | Jinju-mok               | Yeongdong-do              | Gyeongsang-do (경상도)                                                                                  | Gyeongsang del Sur oriental   |
| Sakju              | —                       | Sakbang-do                | Gyoju-do(교주도,交州道), también conocido como gyoju gangneungdo(交州江陵道,교주강릉도) [lower-alpha 2] | Gangwon                       |
| Myeongju           | —                       | Sakbang-do                | Donggye (東界, 동계), también conocido como Dongbukmyeon (東北面, 동북면)                               | Gangwon                       |
| —                  | —                       | Paeseo-do                 | Bukgye (北界, 북계), también conocido como Seobukmyeon (西北面, 서북면))                                | Pyeongan                      |

## Provincias de Joseon

Las ocho provincias (Paldo).

En 1413, Corea (en ese momento llamada Joseon) se dividió en ocho provincias: Chungcheong, Gangwon, Gyeonggi, Gyeongsang, Jeolla, Hamgyong (originalmente llamada Yeonggil), Hwanghae (originalmente llamada P'unghae) y P'yŏngan.
| Romaja RR   | Romaja M–R   | Hangul | Hanja  | Origen del nombre                          | Capital         | Región                        | Dialecto coreano                | Provincias posteriores a 1896             |
| ----------- | ------------ | ------ | ------ | ------------------------------------------ | --------------- | ----------------------------- | ------------------------------- | ----------------------------------------- |
| Chungcheong | Ch'ungch'ŏng | 충청도 | 忠淸道 | Chungju (충주 忠州), Cheongju (청주 淸州)  | Gongju          | Hoseo                         | Dialecto de Chungcheong         | Chungcheong del Norte Chungcheong del Sur |
| Gangwon     | Kangwŏn      | 강원도 | 江原道 | Gangneung (강릉 江陵), Wonju (원주 原州)   | Wonju           | Gwandong (Yeongseo, Yeongdong | Dialecto de Gangwon             | Gangwon                                   |
| Gyeonggi    | Kyŏnggi      | 경기도 | 京畿道 | (Véase nota)                               | Hanseong (Seúl) | Gijeon                        | Dialecto de Seúl                | Gyeonggi                                  |
| Gyeongsang  | Kyŏngsang    | 경상도 | 慶尙道 | Gyeongju (경주 慶州), Sangju (상주 尙州)   | Daegu           | Yeongnam                      | Dialecto de Gyeongsang          | Gyeongsang del Norte Gyeongsang del Sur   |
| Hamgyeong   | Hamgyŏng     | 함경도 | 咸鏡道 | Hamhung (함흥 咸興), Kyongsong (경성 鏡城) | Hamhung         | Kwanbuk, Kwannam              | Dialecto de Hamgyŏng            | Hamgyŏng del Norte Hamgyŏng del Sur       |
| Hwanghae    | Hwanghae     | 황해도 | 黃海道 | Hwangju (황주 黃州), Haeju (해주 海州)     | Haeju           | Haeso                         | Dialecto de Hwanghae            | Hwanghae                                  |
| Jeolla      | Chŏlla       | 전라도 | 全羅道 | Jeonju (전주 全州), Naju (나주 羅州)       | Jeonju          | Honam                         | Dialecto de Jeolla; Idioma jeju | Jeolla del Norte Jeolla del Sur           |
| Pyeongan    | P'yŏngan     | 평안도 | 平安道 | Pyongyang (평양 平壤), Anju (안주 安州)    | Pyongyang       | Kwanso                        | Dialecto de Pyongan             | Piongan del Norte Piongan del Sur         |

### Distritos del período Joseon tardío

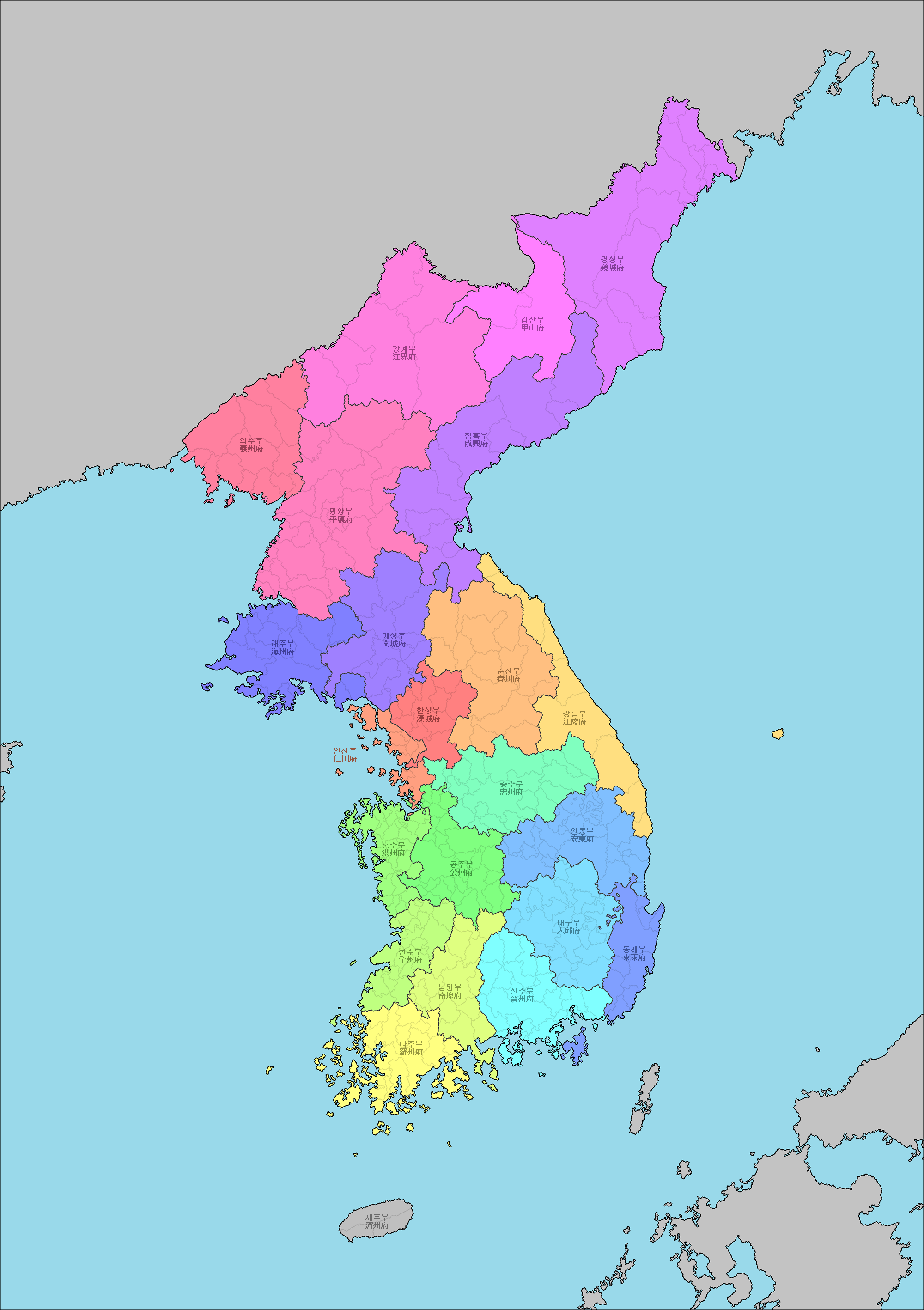
Los 23 distritos (Isipsambu).

Las 13 provincias (Sipsamdo).

En 1895, Corea se dividió en 23 distritos (Bu; 부; 府), cada uno con el nombre de la ciudad o condado que fue su capital. Los distritos duraron poco, sin embargo, ya que al año siguiente se restableció el sistema provincial.
- Andong
- Chuncheon
- Chungju
- Daegu
- Dongnae
- Gangneung
- Gongju
- Haeju
- Hamhŭng
- Hanseong
- Hongju
- Incheon
- Jeju
- Jeonju
- Jinju
- Kaesŏng
- Kanggye
- Kapsan
- Kyŏngsŏng
- Naju
- Namwon
- P'yŏngyang
- Ŭiju

## Provincias del Imperio coreano
En 1896, se restauraron las ocho provincias anteriores, y cinco de ellas (Chungcheong, Gyeongsang, Jeolla, Hamgyŏng y P'yŏngan) se dividieron en provincias del norte y del sur (Bukdo (북도;北道) y Namdo (남도;南道) respectivamente). El sistema resultante de trece provincias duró hasta la división de Corea en 1945.
Las trece provincias eran: Chungcheong del Norte y del Sur, Gangwon, Gyeonggi, Gyeongsang del Norte y del Sur, Hamgyŏng del Norte y del Sur, Hwanghae, Jeolla del Norte y del Sur, y P'yŏngan del Norte y del Sur.

## Provincias de Chosen

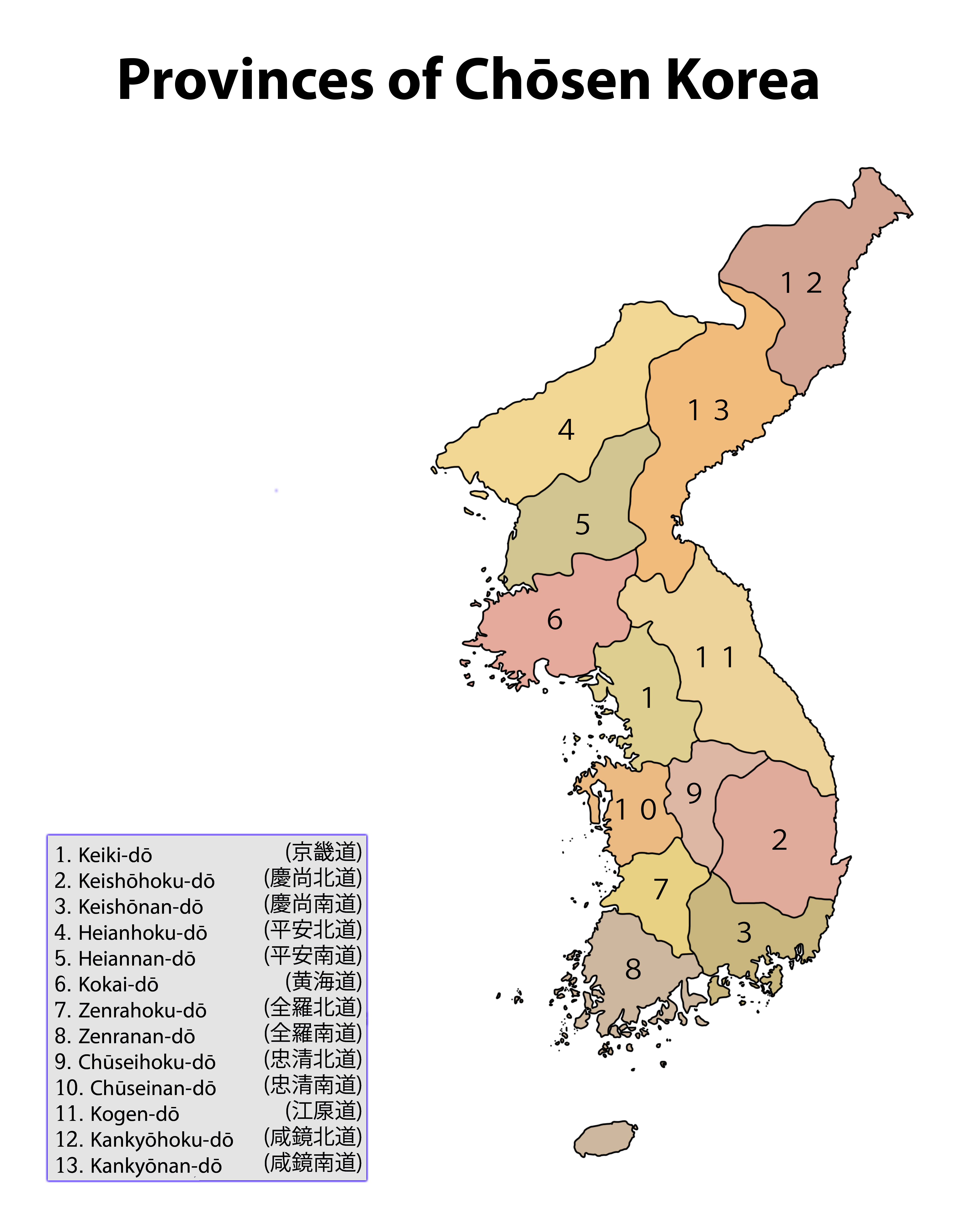
Provincias de Corea durante el dominio japonés.

Bajo el dominio colonial japonés, las provincias coreanas del Imperio coreano permanecieron prácticamente iguales, solo adoptando la lectura japonesa del hanja. Las provincias de Chosen fueron:
| Nombre japonés            | Kanji    | Kana               | Nombre coreano    | Hangul   |
| ------------------------- | -------- | ------------------ | ----------------- | -------- |
| Prefectura de Chusei-hoku | 忠清北道 | ちゅうせいほくどう | Chungcheongbuk-do | 충청북도 |
| Prefectura de Chusei-nan  | 忠淸南道 | ちゅうせいなんどう | Chungcheongnam-do | 충청남도 |
| Prefectura de Keishō-hoku | 慶尚北道 | けいしょうほくどう | Gyeongsangbuk-do  | 경상북도 |
| Prefectura de Keishō-nan  | 慶尚南道 | けいしょうなんどう | Gyeongsangnam-do  | 경상남도 |
| Prefectura de Heian Hoku  | 平安北道 | へいあんほくどう   | Pyeonganbuk-do    | 평안북도 |
| Prefectura de Heian-nan   | 平安南道 | へいあんなんどう   | Pyeongannam-do    | 평안남도 |
| Prefectura de Kogen       | 江原道   | こうげんどう       | Gangwon-do        | 강원도   |
| Prefectura de Kokai       | 黃海道   | こうかいどう       | Hwanghae-do       | 황해도   |
| Prefectura de Kankyō-hoku | 咸鏡北道 | かんきょうほくどう | Hamgyeongbuk-do   | 함경북도 |
| Prefectura de Kankyo-nan  | 咸鏡南道 | かんきょうなんどう | Hamgyeongnam-do   | 함경남도 |
| Prefectura de Zenra-nan   | 全羅南道 | ぜんらなんどう     | Jeollanam-do      | 전라남도 |
| Prefectura de Zenra-hoku  | 全羅北道 | ぜんらほくどう     | Jeollabuk-do      | 전라북도 |
| Prefectura de Keiki       | 京畿道   | けいきどう         | Gyeonggi-do       | 경기도   |

## Provincias desde la división de Corea

Provincias de Corea del Norte y Corea del Sur.

Al final de la Segunda Guerra Mundial en 1945, Corea se dividió en Corea del Norte y Corea del Sur bajo la tutela de la Unión Soviética y los Estados Unidos . La península fue dividida en el paralelo 38 en 1945. En 1948, las dos zonas se convirtieron en los países independientes de Corea del Norte y Corea del Sur .
Tres provincias, Hwanghae, Gyeonggi y Gangwon, estaban divididas por el paralelo 38.
- La mayor parte de la provincia de Hwanghae pertenecía a la zona norte. La parte sur se convirtió en parte de la provincia de Gyeonggi en el sur.
- La mayor parte de la provincia de Gyeonggi pertenecía a la zona sur. En 1946, la parte norte se convirtió en parte de la provincia de Hwanghae en el norte.
- La provincia de Gangwon se dividió aproximadamente por la mitad, para formar la actual provincia de Gangwon en Corea del Sur y la provincia de Kangwon en Corea del Norte . La provincia del norte se expande en 1946 para incluir un área alrededor de la ciudad de Wonsan (originalmente parte de la provincia de Hamgyong del Sur)

También en 1946, las ciudades de Seúl en el sur y Pionyang en el norte se separaron de las provincias de Gyeonggi y Pyongan del Sur respectivamente para convertirse en Ciudades Especiales. Tanto Corea del Norte como Corea del Sur posteriormente han subido el nivel de otras ciudades a uno igual a una provincia, y estas ciudades a veces se cuentan junto con las provincias.
Finalmente, se formaron las nuevas provincias de la provincia de Jeju (en el sur, en 1946) y la provincia de Chagang (en el norte, 1949), a partir de partes de Jeolla del Sur y Pyongan del Norte, respectivamente. En 1954, la provincia de Ryanggang se separó de Hamgyong del Sur y Hwanghae se dividió en las provincias de Hwanghae del Norte y del Sur.
La siguiente tabla enumera las divisiones provinciales actuales en la península de Corea.
| Romaja RR                              | Romaja M–R                             | Hangul        | Hanja     | ISO     | Tipo      | Superficie | Capital        | Región   | País            |
| -------------------------------------- | -------------------------------------- | ------------- | --------- | ------- | --------- | ---------- | -------------- | -------- | --------------- |
| Busan                                  | Pusan                                  | 부산시        | 釜山市    | KR-26   | Ciudad    | 767        | Yeonje         | Yeongnam | Corea del Sur   |
| Chungcheongbuk (Chungcheong del Norte) | Chungchongbuk (Ch'ungch'ŏng del Norte) | 충청북도      | 忠清北道  | KR-43   | Provincia | 7 436      | Cheongju       | Hoseo    | Corea del Sur   |
| Chungcheongnam (Chungcheong del Sur)   | Chungchongnam (Ch'ungch'ŏng del Sur)   | 충청남도      | 忠清南道  | KR-44   | Provincia | 8 352      | Hongseong      | Hoseo    | Corea del Sur   |
| Daegu                                  | Taegu                                  | 대구시        | 大邱市    | KR-27   | Ciudad    | 884        | Jung           | Yeongnam | Corea del Sur   |
| Daejeon                                | Taejŏn                                 | 대전시        | 大田市    | KR-30   | Ciudad    | 539        | Seo            | Hoseo    | Corea del Sur   |
| Gangwon                                | Kangwŏn                                | 강원도        | 江原道    | KR-42   | Provincia | 16 894     | Chuncheon      | Gwandong | Corea del Sur   |
| Gangwon                                | Kangwŏn                                | 강원도        | 江原道    | KP-07   | Provincia | 11 091     | Wonsan         | Gwandong | Corea del Norte |
| Gwangju                                | Kwangju                                | 광주시        | 光州市    | KR-29   | Ciudad    | 501        | Seo            | Honam    | Corea del Sur   |
| Gyeonggi                               | Kyŏnggi                                | 경기도        | 京畿道    | KR-41   | Provincia | 10 131     | Suwon          | Sudogwon | Corea del Sur   |
| Gyeongsangbuk (Gyeongsang del Norte)   | Kyongsangbuk (Kyŏngsang del Norte)     | 경상북도      | 慶尙北道  | KR-47   | Provincia | 19 440     | Andong         | Yeongnam | Corea del Sur   |
| Gyeongsangnam (Gyeongsang del Sur)     | Kyongsangnam (Kyŏngsang del Sur)       | 경상남도      | 慶尙南道  | KR-48   | Provincia | 11 859     | Changwon       | Yeongnam | Corea del Sur   |
| Hamgyongbuk (Hamgyeong del Norte)      | Hamgyongbuk (Hamgyŏng del Norte)       | 함경북도      | 咸鏡北道  | KP-09   | Provincia | 15 980     | Chongjin       | Kwanbuk  | Corea del Norte |
| Hamgyongnam (Hamgyeong del Sur)        | Hamgyongnam (Hamgyŏng del Sur)         | 함경남도      | 咸鏡南道  | KP-08   | Provincia | 18 534     | Hamhung        | Kwannam  | Corea del Norte |
| Hwanghaebuk (Hwanghae del Norte)       | Hwanghaebuk (Hwanghae del Norte)       | 황해북도      | 黃海北道  | KP-06   | Provincia | 8 154      | Sariwon        | Haeso    | Corea del Norte |
| Hwanghaenam (Hwanghae del Sur)         | Hwanghaenam (Hwanghae del Sur)         | 황해남도      | 黃海南道  | KP-05   | Provincia | 8 450      | Haeju          | Haeso    | Corea del Norte |
| Incheon                                | Inch'ŏn                                | 인천시        | 仁川市    | KR-28   | Ciudad    | 1 029      | Namdong        | Sudogwon | Corea del Sur   |
| Jagang                                 | Chagang                                | 자강도        | 慈江道    | KP-04   | Provincia | 16 765     | Kanggye        | Kwanso   | Corea del Norte |
| Jeju                                   | Cheju                                  | 제주도        | 濟州道    | KR-49   | Provincia | 1 846      | Ciudad de Jeju | Jejudo   | Corea del Sur   |
| Jeollabuk (Jeolla del Norte)           | Chollabuk (Chŏlla del Norte)           | 전라북도      | 全羅北道  | KR-45   | Provincia | 8 043      | Jeonju         | Honam    | Corea del Sur   |
| Jeollanam (Jeolla del Sur)             | Chollanam (Chŏlla del Sur)             | 전라남도      | 全羅南道  | KR-46   | Provincia | 11 858     | Muan           | Honam    | Corea del Sur   |
| Nampo                                  | Namp'o                                 | 남포시        | 南浦市    | KP-??   | Ciudad    | 829        | Kangsŏ         | Kwanso   | Corea del Norte |
| Naseon                                 | Rasŏn                                  | 나선시/라선시 | 羅先市    | KP-13   | Ciudad    | 746        | Rajin          | Kwanbuk  | Corea del Norte |
| Pyeonganbuk (Pyeongan del Norte)       | Pyonganbuk (P'yŏngan del Norte)        | 평안북도      | 平安北道  | KP-03   | Provincia | 12 680     | Sinuiju        | Kwanso   | Corea del Norte |
| Pyeongannam Pyeongan del Sur           | Pyongannam P'yŏngan del Sur            | 평안남도      | 平安南道  | KP-02   | Provincia | 11 891     | Pyongsong      | Kwanso   | Corea del Norte |
| Pyeongyang                             | P'yŏngyang                             | 평양시        | 平壤市    | KP-01   | Ciudad    | 1 100      | Chung          | Kwanso   | Corea del Norte |
| Gaeseong                               | Kaesŏng                                | 개성시        | 開城市    | Ninguno | Ciudad    | 442        | Kaepung        | Haeso    | Corea del Norte |
| Yanggang                               | Ryanggang                              | 양강도/량강도 | 兩江道    | KP-10   | Provincia | 13 880     | Hyesan         | Kwannam  | Corea del Norte |
| Sejong                                 | Sechong                                | 세종시        | 世宗市    | KR-50   | Ciudad    | 465        | Hansol         | Hoseo    | Corea del Sur   |
| Seúl                                   | Sŏul                                   | 서울시        | 서울市[1] | KR-11   | Ciudad    | 605        | Jung           | Sudogwon | Corea del Sur   |
| Ulsan                                  | Ulsan                                  | 울산시        | 蔚山市    | KR-31   | Ciudad    | 1 057      | Nam            | Yeongnam | Corea del Sur   |